# Cod ATC R
Cod ATC R este o parte a Sistemului de clasificare Anatomo Terapeutico Chimică.
R Aparatul respirator
R01 Preparate nazale
R02 Preparate pentru zona oro-faringiană
R03 Medicamente pentru bolile obstructive ale căilor respiratorii
R05 Preparate pentru tratamentul tusei și răcelii
R06 Antihistaminice de uz sistemic
R07 Alte preparate pentru aparatul respirator